# Valtur
Valtur, il cui nome è acronimo di "Valorizzazione Turistica", è stato il quarto gruppo alberghiero in Italia prima del suo fallimento nel marzo 2018. Dal luglio 2018 il marchio è di proprietà del gruppo pugliese Nicolaus.

## Storia

### Gli inizi
La Valtur viene fondata nel 1964, a Roma, ad opera di Raimondo Craveri, all'epoca direttore della società d'investimenti Italconsult, con partecipazioni da parte della FIAT, dell'Alitalia, dell'Aci, della Sara Assicurazioni, della Cit e della Banque Lambert. L'ambito economico entro il quale si colloca è quello della valorizzazione del turismo italiano.
Verso la fine degli anni sessanta sviluppa la propria attività arrivando a gestire direttamente proprie o altrui strutture ricettive, in particolare inaugura i villaggi turistici di Ostuni e di Capo Rizzuto: si tratta di uno tra i primi esempi, in Italia, di gestione di questo tipo.
Nel 1974 il Governo italiano, per mezzo della società per azioni Insud, entra a far parte della Valtur in qualità di azionista di minoranza; mentre nel 1976 entra il Club Méditerranée.
Nel corso degli anni successivi lo sviluppo della Valtur desta l'interesse anche di altre aziende, in particolare del gruppo bancario San Paolo che nel 1991 diviene azionista di maggioranza (con una quota pari al 54,4%). Tale controllo finanziario viene poi rafforzato indirettamente nel 1997, anno in cui la San Paolo acquisisce il 23% del Club Méditerranée tramite la società Sotim.

### L'avventura Patti
Nel 1998 la Valtur passa sotto la proprietà del gruppo di Carmelo Patti, che ne acquisisce una quota azionaria pari al 77%. L'operazione viene eseguita per mezzo della Fin.Cab: la Fin.Cab è la società finanziaria della Cablelettra, a sua volta uno tra i principali fornitori della FIAT per quanto riguarda cavi elettrici e componentistica varia per autoveicoli.
L'obiettivo strategico a medio e lungo termine della famiglia Patti è quello di specializzare le attività del gruppo in ambiti correlati col processo di sviluppo dell'Italia meridionale. Sotto la nuova gestione viene pianificato un rilancio della Valtur sia a livello nazionale che internazionale, vengono costruite nuove strutture turistiche, e viene creata una società a capitale misto pubblico e privato per la gestione di progetti atti allo sviluppo turistico del mezzogiorno (la società Mediterraneo Villages).
Nel 2001 il gruppo Patti acquisisce la restante quota di mercato della Valtur, fino ad allora detenuta dalla società Sviluppo Italia, conquistandone così il controllo totale. Nel corso degli anni duemila vengono affinate le strategie di marketing dell'azienda, e viene ampliata l'ottica di fondo, che fino all'epoca era volta a privilegiare lo sviluppo economico del solo sud Italia, arrivando invece a comprendere l'intero bacino mediterraneo, questo grazie all'apertura di nuovi villaggi turistici in varie località estere.

### La crisi
Il 18 ottobre 2011 Valtur è stata ammessa alla procedura di amministrazione straordinaria ed è vigilata dal Ministero dello sviluppo economico. Nel corso del 2012 l'amministrazione straordinaria è stata estesa alle società controllate italiane ValturVillaggio degli Atleti, Villaggio di Ostuni, Villaggio di Marilleva e Mediterraneo Villages.
Il 12 marzo 2012 la direzione investigativa antimafia di Trapani ha chiesto il sequestro del patrimonio di Carmelo Patti, valutato nell'ordine dei 5 miliardi di euro. Il provvedimento trae origine dall'inchiesta 'Golem' nella quale Carmelo Patti è considerato prestanome del boss Matteo Messina Denaro. Nel novembre 2018 sarà disposto dal Tribunale di Trapani e dalla Commissione antimafia di Palermo un altro sequestro di beni per un valore di 1,5 miliardi agli eredi di Carmelo Patti, scomparso nel 2016 a 82 anni.

### Prima Orogroup, poi Investindustrial
In data 27 giugno 2012 il Ministero dello sviluppo economico autorizza il programma di cessione di Valtur mediante gara. All'esperimento di vendita del 26 marzo 2013 Orovacanze Srl, società di diritto italiano a socio unico, controllata al 100 per cento da Orogroup Spa (il 58% di proprietà dell'imprenditore montenegrino ma padovano d'adozione Franjo Ljuljuraj, il 42% della Nemo Sgr della Banca Popolare di Vicenza) formula l'offerta vincente acquistando il perimetro aziendale Valtur (costituito dalla sede amministrativa di Milano, dal marchio "Valtur", dagli accordi di contingentamento in regime «vuoto per pieno» aventi ad oggetto i villaggi turistici in Kenya, in Madagascar e il ramo di azienda del villaggio turistico di Capo Rizzuto); il perimetro aziendale del Villaggio di Ostuni (ramo d'azienda villaggio di Ostuni); il perimetro aziendale Villaggio di Marilleva (rami d'azienda dei villaggi turistici di Marilleva e Pila); il perimetro aziendale Mediterraneo Villages (ramo d'azienda villaggio turistico di Favignana).
Il 28 aprile 2016 Investindustrial, società di investimento di Andrea Bonomi, acquisisce per 100 milioni il 90% del gruppo Valtur dai suoi attuali azionisti (la famiglia Ljuljuraj rimane col 10%). Investindustrial rileva poi dalla società Prelios la proprietà immobiliare di tre resort (Ostuni, Pila e Marilleva) già gestiti dal gruppo Valtur e si assicurata anche la gestione del Tanka Village di Villasimius, in Sardegna e del Garden Calabria a Pizzo Calabro.
Nel dicembre 2016 diventa nuovo amministratore delegato del gruppo Elena David. Dopo avere registrato tra il 2016-2017 una perdita di circa 120 milioni e avere ceduto tre resort (Marina di Ostuni, Marilleva e Pila) alla Cassa Depositi e Prestiti per un totale di 45,5 milioni di euro, nel febbraio 2018 Gabriele Del Torchio (ex manager di Alitalia e Sole 24 Ore) entra nel vertice del gruppo come advisor: la società, indebitata per una settantina di milioni nei confronti soprattutto dei fornitori, ha bisogno di una robusta ristrutturazione. In marzo, dopo aver chiuso la possibilità di prenotazione sul proprio sito, chiede il concordato prenotativo al tribunale di Milano. Il 15 marzo 2018 il quotidiano Trentino l'Adige riporta che Valtur da tempo non paga i fornitori seppure il villaggio di Marilleva sia pieno e funzioni a pieno regime.

### Ai pugliesi di Nicolaus
Presentata la richiesta di concordato, Valtur svende i suoi asset che vengono rilevati o presi in gestione da altri operatori. Tra questi il Tanka Village viene rilevato da Alpitour, mentre i 3 villaggi ceduti a Cassa Depositi e Prestiti vengono presi in gestione da TH Resorts, società di cui CDP è proprietaria al 45,9%. La proprietà, nonostante gli appelli dei sindacati e il tavolo delle trattative aperto con il Ministero dello sviluppo economico appare intenzionata a licenziare tutti i dipendenti e a vendere il marchio all'asta. Il 15 giugno 2018, nonostante la richiesta di rinvio da parte del Mise, partono le lettere di licenziamento e il marchio va all'asta.
All'inizio del luglio 2018 il marchio Valtur, messo all'asta dal commissario giudiziale che ha gestito il fallimento della società, è stato acquisito per circa 4,5 milioni (tre volte superiore rispetto alla base d'asta di 1,5 milioni) da Nicolaus, tour operator pugliese di Ostuni (Brindisi) dei fratelli Giuseppe e Roberto Pagliara, battendo altre due offerte: quella dell'operatore Bluserena della famiglia abruzzese Maresca e quella di Alpitour controllata dalla Tip di Giovani Tamburi. Il gruppo Nicolaus (un fatturato di 80 milioni nel 2017) commercializza 34 strutture in esclusiva (tra cui 24 Nicolaus Club e 7 Valtur) dando lavoro a 120 persone.

## Struttura alberghiera
A partire dal 1964, anno di fondazione, la Valtur ha aggiunto ai due villaggi turistici originali di Ostuni e Capo Rizzuto vari altri centri analoghi sia sul territorio nazionale italiano che all'estero. Ciascun villaggio tende a fornire una tipologia di servizi in relazione al target di riferimento.
Nel 2019 Nicolaus ha annunciato le prime 7 strutture che saranno commercializzate con il marchio Valtur: 2 in Italia (tra cui il villaggio Baia dei Pini a Budoni in Sardegna, e l'Otium Resort a Villapiana in Calabria) e 5 all'estero (Egitto, Maldive, Tunisia e Turchia).

## Filmografia
- Vivi - La filosofia del sorriso, regia  di Pasquale Falcone (2021)[26]